# Carlo Panfilla
Carlo Panfilla, detto il "Mostro di Lusciano" (Lusciano, 1945), è un serial killer italiano, responsabile di sette omicidi commessi tra la Campania e il Molise.

## Biografia
Carlo Panfilla nacque a Lusciano nel 1945, ed ebbe un'infanzia disagiata anche se non eccessivamente. Si sente emarginato a causa di un tic nervoso a un occhio e al mento, e si infuria facilmente quando vede le persone osservare insistentemente questo suo handicap. Sviluppa un carattere iracondo e vendicativo, e comincia ad avere contatti con la malavita casertana per compensare il suo status da disoccupato.

### Il primo duplice omicidio
Nel 1974, a 29 anni, Panfilla tenta di sfruttare una donna per avviarla a un giro di prostituzione. Ne scaturisce una disputa con altri due malavitosi della zona, Giovanni Improta e Francesco De Lucia, che avevano la stessa intenzione con la medesima donna. Il 16 ottobre 1974, dopo una violenta lite con i due, Panfilla uccide entrambi a colpi di pistola e fugge. Dopo una latitanza di pochi giorni la polizia lo trova in un loculo nel cimitero di Lusciano, completamente nudo e in stato confusionale. Viene arrestato ma ritenuto incapace di intendere e di volere, per cui viene condannato a dieci anni di OPG da scontare prima ad Aversa e poi a Montelupo Fiorentino. Trascorre sette anni nell'OPG di Aversa dove si fa notare per una condotta violenta e indisciplinata ai danni di agenti e altri detenuti, poi viene trasferito a Montelupo Fiorentino nel 1981.

### Gli omicidi del 1981
In estate, Panfilla ottiene un permesso premio per trascorrere il Ferragosto con la famiglia. Durante il permesso premio, però, ruba un motorino e fugge attraverso la Campania e il Molise. Il 21 agosto 1981, mentre si trova a Cesa, incrocia quattro ragazzi originari del posto: il 18enne Francesco Belardo, i 22enni Cesario Mangiacapra e Fausto Errico e infine Fernando Scarano, di 21 anni. I quattro, insieme in auto, lo deridono a causa del suo handicap e Panfilla spara contro di loro con la sua Smith & Wesson calibro 22. Mangiacapra viene ucciso con due colpi alla testa, mentre Errico è raggiunto da un colpo fatale alla gola. Belardo viene ferito gravemente alla testa e muore poche ore dopo in ospedale, mentre durante la sparatoria Scarano riusce a fuggire dall'auto e a sopravvivere. Il ragazzo, unico superstite della strage, prova a dare l'allarme ma è troppo tardi perché Panfilla torna ad uccidere subito. 
Il giorno dopo, infatti, Panfilla si reca a Roccavivara e uccide gli operai Angelo Marcantonio e Mario Antenucci, entrambi originari di Roccarainola. Pare che i due, mentre passavano di lì in auto, avessero rimproverato Panfilla per aver acceso un falò troppo vicino al bosco, facendogli notare il rischio di incendio. Questo pretesto fu visto da Panfilla come una provocazione, subito dopo la quale uccide entrambi gli uomini a colpi di pistola. I cadaveri di Marcantonio e Antenucci vengono trovati nell'auto, con il motore ancora acceso e il finestrino laterale abbassato. Dopo ogni omicidio, Panfilla ha l'abitudine di appuntare su un’agenda data, luogo e numero di vittime coinvolte nel delitto. Nell'agenda del killer vengono trovate altre iscrizioni incomprensibili, ma che comunque aiutarono gli inquirenti a capire la devianza mentale e sessuale di Panfilla.

### Arresto e processo
Il killer viene arrestato il giorno successivo al duplice omicidio di Roccavivara mentre viaggia sul suo motorino a Lanciano. Fin da subito Panfilla appare in stato confusionale e pronuncia frasi sconnesse, poi confessa in modo lucido e quasi disinteressato gli omicidi con la frase "Mi avevano guardato storto". Nelle tasche della sua giacca viene ritrovata la pistola usata per i delitti e l'agenda dove appunta tutti i suoi omicidi. Il 25 gennaio 1985 la corte d'Assise di Santa Maria Capua Vetere condanna Panfilla all'ergastolo in primo grado, viene inoltre formulata un'accusa di omicidio colposo contro ignoti rivolta a chi aveva dato il consenso per il rilascio di Panfilla dall'OPG di Montelupo Fiorentino. 
Il processo, però, viene annullato dalla Suprema corte perché i giudici hanno negato la perizia psichiatrica a carico dell'imputato. Questo permette ai legali di Panfilla di fare ricorso in Cassazione per vizio procedurale e di ripetere il processo. La perizia, tuttavia, stabilisce che l'uomo era capace di intendere e di volere e Panfilla viene nuovamente condannato all'ergastolo. Attualmente sta scontando la sua pena nel carcere di Caserta.